# Odontopera ocellaria
Odontopera ocellaria är en fjärilsart som beskrevs av Grossbeck 1907. Odontopera ocellaria ingår i släktet Odontopera och familjen mätare. Inga underarter finns listade i Catalogue of Life.